# Aéroport international général Rafael Buelna
L'aéroport international général Rafael Buelna ou aéroport international de Mazatlán (code IATA : MZT • code OACI : MMMZ • code DGAC M. : MZT), se situe dans la ville de  Mazatlán, dans l'État du Sinaloa, au Mexique. C'est le second aéroport le plus important du Sinaloa, après l'aéroport international fédéral de Culiacán. Il est constitué d'un terminal avec deux salles. Il se trouve dans la zone sud-est de la ville. C'est un des quatre aéroports du Mexique avec un centre de contrôle de zone (le Centre de Mazatlán), les autres étant l'aéroport international de la Ville de Mexico, l'aéroport international de Monterrey et l'aéroport international de Mérida. Le Centre Mazatlán contrôle le trafic aérien sur la part nord-ouest du pays.

## Information
Outre être une zone touristique, Mazatlán se souligne par sa production de camarón, sardine et thon pour le marché domestique et international.
En 2014, Mazatlán a reçu à 789 234 passagers, alors qu'en 2015 il a reçu à 853 409 passagers, selon des données publiées par le Groupe aéroportuaire Centre Nord.
Des passagers qui le visitent, 62% sont d'origine nationale et 38% international.
L'aéroport a été nommé en l'honneur de Rafael Buelna, un militaire mexicain originaire du Sinaloa qui a participé à la Révolution mexicaine.

## Situation
| \| 500 km1:6 468 000 \| Acapulco Aguascalientes Huatulco Campeche Cancún Chetumal Chihuahua Ciudad · del Carmen Ciudad Juárez Ciudad · Obregón Ciudad · Victoria Colima Cozumel Culiacán Guanajuato Durango Guadalajara Hermosillo Ixtapa · Zihuatanejo La Paz San José · del Cabo Los Mochis Matamoros Mazatlán Mérida Mexicali Mexico B.J. Mexico F.A. Minatitlán Monterrey Morelia Nuevo · Laredo Oaxaca Playa · de Oro Puebla Puerto · Escondido Puerto · Vallarta Querétaro Reynosa San Luis · Potosí Tampico Tapachula Tepic Tijuana Toluca Torreón Tuxtla Gutiérrez Uruapan Veracruz Villahermosa Zacatecas |
| 500 km1:6 468 000 |

Les aéroports les plus proches sont :
- Aéroport international Fédéral de Culiacán (202km)
- Aéroport international de Durango (216km)
- Aéroport international Amado Nervo (257km)
- Aéroport international Licenciado Gustavo Díaz Ordaz (306km)
- Aéroport international de Los Cavos (336km)

## Compagnies aériennes et destinations

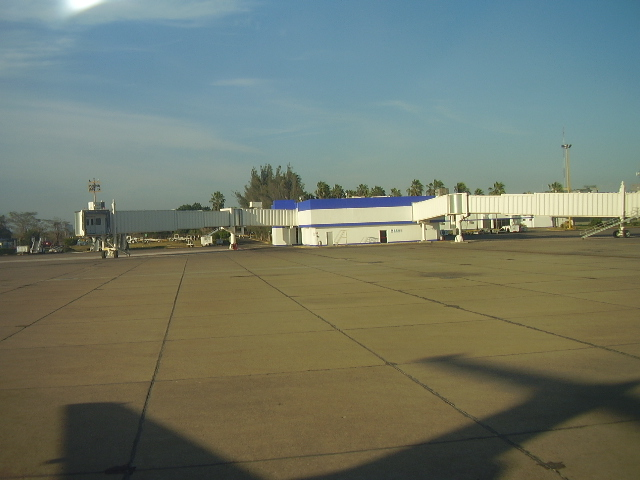
Vue de la Salle B

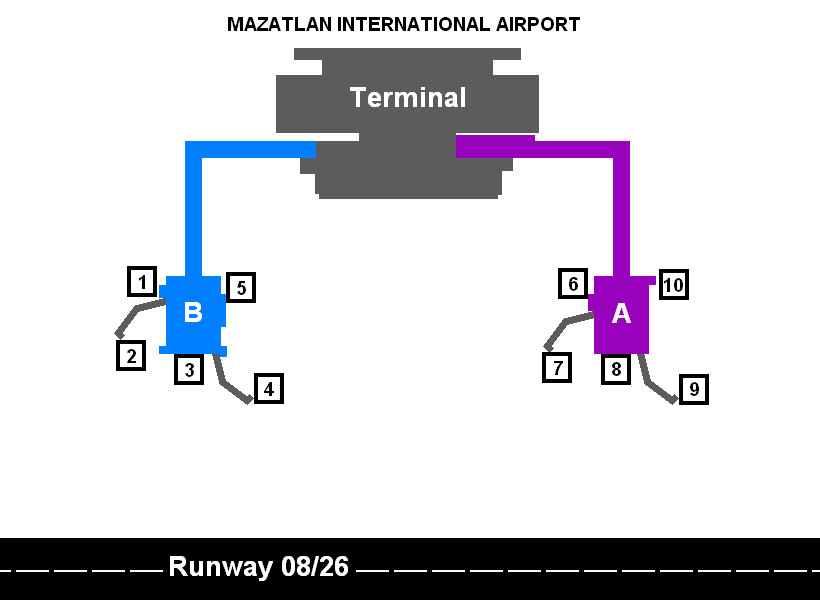
Carte du terminal

## Statistiques
Pour des raisons techniques, il est temporairement impossible d'afficher le graphique qui aurait dû être présenté ici.

Voir la requête brute et les sources sur Wikidata.

### Routes plus transitées
| Nombre | Ville                             | Passagers | Classement    | Compagnie aérienne                                              |
| ------ | --------------------------------- | --------- | ------------- | --------------------------------------------------------------- |
| 1      | Mexico-B. Juárez                  | 183,827   | en stagnation | Aeroméxico, Aeroméxico Connect, Interjet, Viva Aerobus, Volaris |
| 2      | Monterrey-M. Escobedo             | 42,220    | en stagnation | Magnicharters, TAR, Viva Aerobus, Volaris                       |
| 3      | Tijuana-A. L. Rodríguez           | 32,970    | en stagnation | Aeroméxico Connect, Volaris                                     |
| 4      | La Paz, Basse Californie Sud      | 11,245    | en stagnation | Aérien Calafia, TAR, Vive Aerobus                               |
| 5      | Les Caps, Basse Californie Sud    | 9,394     | 2             | Aérien Service Guerrier, Magnichartes                           |
| 6      | Guadalajara-M. Hidalgo y Costilla | 3,863     | en stagnation | Aeromar, Aeroméxico Connect, TAR                                |
| 7      | Chihuahua, Chihuahua              | 2,700     | 2             | TAR                                                             |
| 8      | Ciudad Juárez, Chihuahua          | 826       | en stagnation | TAR                                                             |
| 9      | Acapulco, Guerrero                | 174       | 2             |                                                                 |
| 10     | León, Guanajuato                  | 99        |               |                                                                 |

| Nombre | Ville                   | Passagers | Classement | Compagnie aérienne                               |
| ------ | ----------------------- | --------- | ---------- | ------------------------------------------------ |
| 1      | Los Angeles, Californie | 38,241    | 1          | Alaska Airlines, American Eagle, Delta Air Lines |
| 2      | Phoenix, Arizona        | 34,782    | 1          | American Airlines, US Airways                    |
| 3      | Dallas, Texas           | 14,184    | 1          | American Airlines, American Eagle                |
| 4      | Minneapolis, Minnesota  | 11,689    | 1          | Delta Air Lines, Sun Country Airlines            |
| 5      | Calgary, le Canada      | 7,921     | 1          | Sunwing Airlines, WestJet                        |
| 6      | Edmonton, le Canada     | 6,849     | 1          | Sunwing Airlines, WestJet                        |
| 7      | Toronto, le Canada      | 3,657     | 1          | Sunwing Airlines                                 |
| 8      | Vancouver, le Canada    | 3,642     | 1          | Enerjet, Sunwing Airlines, WestJet               |